# Hamburg (Africa de Sud)
Hamburg, Suid-Afrika este un oraș din Africa de Sud.